# 24317 Pukarhamal
24317 Pukarhamal este un asteroid din centura principală de asteroizi.

## Descriere
24317 Pukarhamal este un asteroid din centura principală de asteroizi. A fost descoperit pe 3 ianuarie 2000 la Socorro, New Mexico, în cadrul proiectului LINEAR. Asteroidul prezintă o orbită caracterizată de o semiaxă mare de 2,37 ua, o excentricitate de 0,14 și o înclinație de 4,3° în raport cu ecliptica.